# 페리 로페즈

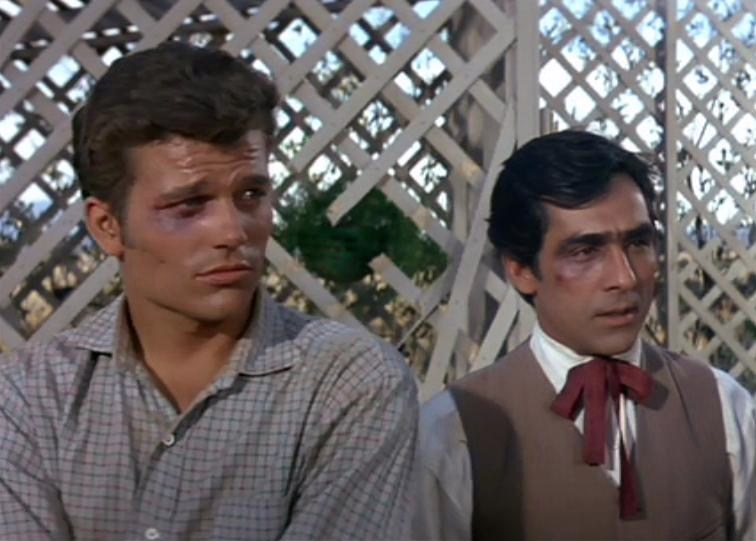

페리 로페즈(Perry Lopez, 1929년 7월 22일 ~ 2008년 2월 14일)는 미국의 배우, 텔레비전 배우이다.
뉴욕에서 태어났으며 베벌리힐스에서 사망하였다. 사인은 폐암이다.  할리우드 포에버 공동묘지에 매장되었다.

## 영화
- 불륜의 방랑아 (1990년)
- 킨지테 (1989년)
- 데스 위시 4 (1987년)
- 차이나타운 (1974년)
- 레이디 아이스 (1973년)
- 켈리의 영웅들 (1970년)
- 체 게바라 (1969년)
- 반도레로 (1968년)
- 타임 터널 (1966년)
- 서부를 향해 달려라 (1965년)
- 맥린턱 (1963년)
- 대장 부리바 (1962년)
- 플레이밍 스타 (1960년)
- 조로 (1957년)
- 딥 식스 (1957년)
- 오마르 하이얌 (1957년)
- 론 레인저 (1956년)
- 창공에 지다 (1955년)
- 애욕과 전장 (1955년)